# Норт-Гармоні (Нью-Йорк)
Норт-Гармоні (англ. North Harmony) — місто (англ. town) в США, в окрузі Чотоква штату Нью-Йорк. Населення — 2192 особи (2020).

## Демографія
Згідно з переписом 2010 року, у місті мешкало 2267 осіб у 907 домогосподарствах у складі 680 родин. Було 1611 помешкання
Расовий склад населення:
| - 99,0 % — білих - 0,2 % — корінних американців - 0,1 % — чорних або афроамериканців - 0,1 % — азіатів |

До двох чи більше рас належало 0,5 %. Частка іспаномовних становила 0,5 % від усіх жителів.
За віковим діапазоном населення розподілялося таким чином: 21,4 % — особи молодші 18 років, 60,9 % — особи у віці 18—64 років, 17,7 % — особи у віці 65 років та старші. Медіана віку мешканця становила 46,3 року. На 100 осіб жіночої статі у місті припадало 104,1 чоловіків;  на 100 жінок у віці від 18 років та старших — 102,4 чоловіків також старших 18 років.
Середній дохід на одне домашнє господарство  становив 71 564 долари США (медіана — 56 136), а середній дохід на одну сім'ю — 79 520 доларів (медіана — 68 654). Медіана доходів становила 46 829 доларів для чоловіків та 37 188 доларів для жінок. За межею бідності перебувало 11,6 % осіб, у тому числі 18,8 % дітей у віці до 18 років та 3,0 % осіб у віці 65 років та старших.
Цивільне працевлаштоване населення становило 1024 особи. Основні галузі зайнятості: освіта, охорона здоров'я та соціальна допомога — 24,8 %, виробництво — 12,7 %, роздрібна торгівля — 11,8 %.